# Ianbruceïta
La ianbruceïta és un mineral de la classe dels arsenats. Rep el seu nom de Ian Bruce (1969), el promotor inicial de la recent reobertura de la mina de Tsumeb per al col·leccionisme de minerals, que ha fet contribucions significatives a les col·leccions de minerals de molts dels principals museus del món a través de les seves activitats professionals.

## Característiques
La ianbruceïta és un arsenat de fórmula química [Zn₂(OH)(H₂O)(AsO₄)](H₂O)₂. Va ser aprovada com a espècie vàlida per l'Associació Mineralògica Internacional l'any 2011. Cristal·litza en el sistema monoclínic. Es troba en forma d'escates fines i cristalls en forma de plaques còniques de fins a 80 micres de llarg. La seva duresa a l'escala de Mohs és 1, sent un mineral molt tou.
Segons la classificació de Nickel-Strunz, la ianbruceïta pertany a «08.DA: Fosfats, etc, amb cations petits (i ocasionalment, grans)» juntament amb els següents minerals: bearsita, moraesita, roscherita, zanazziïta, greifensteinita, atencioïta, ruifrancoïta, guimarãesita, footemineïta, uralolita, weinebeneïta, tiptopita, veszelyita, kipushita, philipsburgita, spencerita i glucina.

## Formació i jaciments
Va ser descoberta a la mina Tsumeb, a la regió d'Otjikoto, a Namíbia. També ha estat descrita a Caldbeck Fells (Cúmbria, Anglaterra). Sol trobar-se associada a altres minerals com: leiteïta, köttigita, legrandita i adamita.